# عبور از خط مرگ (فیلم)
عبور از خط مرگ (انگلیسی: Across the Dead-Line)
نام یک فیلم گمشده است که در سال ۱۹۲۲ میلادی در سبک درام و صامت به کارگردانی جک کانوی و فرانک مایو ساخته شده است.